# Leptomys signatus
Leptomys signatus  (Tate & Archbold, 1938) è un roditore della famiglia dei Muridi endemico della Nuova Guinea.

## Descrizione

### Dimensioni
Roditore di medie dimensioni, con la lunghezza della testa e del corpo tra 140 e 155 mm, la lunghezza della coda tra 143 e 155 mm, la lunghezza del piede tra 36 e 45 mm, la lunghezza delle orecchie tra 19 e 21,5 mm e un peso fino a 80 g.

### Aspetto
La pelliccia è corta, soffice, densa e vellutata. Le parti superiori sono grigio-giallastre, mentre le parti ventrali sono bianche. Sulla fronte è presente una chiazza allungata biancastra.  La coda è lunga come la testa e il corpo, uniformemente scura con l'estremità bianca.

## Biologia

### Comportamento
È una specie terricola.

## Distribuzione e habitat
Questa specie è diffusa nel basso corso del fiume Fly, Nuova Guinea centro-meridionale.
Vive nelle foreste collinari o su formazioni carsiche fino a 1.400 metri di altitudine.

## Conservazione
La IUCN Red List, considerato il vasto areale e la mancanza di reali minacce, classifica L.signatus come specie a rischio minimo (Least Concern).